# Île Hagemeister
L'île Hagemeister est une île de la mer de Bering, appartenant à l'Alaska (États-Unis) située à l'entrée de la baie Togiak.
Sa superficie est de 300 km2 et son point culminant est à 184 m au-dessus du niveau de l'eau. D'après le recensement de 2000, elle est inhabitée.
L'île est nommée en l'honneur du capitaine russe Leonti Hagemeister.